# Perfect simplu
În gramatică, perfectul simplu este o formă verbală temporală sintetică (simplă) de trecut a modului indicativ, existentă în limbile romanice, fiind descendenta formei de perfect la diateza activă din limba latină. Pe lângă valoarea temporală, are și una aspectuală, cea de perfectiv. Denumirea sa este dată în contrast cu cea a perfectului compus, formă analitică tot de trecut din aceleași limbi.

## Perfectul latinesc
Timpul perfect latin descinde din perfectul protoindo-european. La diateza activă a verbelor regulate se formează, la conjugarea I, de la tema specifică a acestei forme, care conține sufixul -av-, iar la celelalte clase de conjugare, de la radicalul specific al acestei forme, cu desinențe personale identice la toate conjugările. Exemple:
| Persoana | Conjugarea I amāre „a iubi” | Conjugarea a II-a vidēre „a vedea” | Conjugarea a III-a dūcere „a conduce” | Conjugarea a III-a cu -iō la prezent capere „a prinde” | Conjugarea a IV-a sentīre „a simți” |
| -------- | --------------------------- | ---------------------------------- | ------------------------------------- | ------------------------------------------------------ | ----------------------------------- |
| I. sg.   | amāvī                       | vīdī                               | dūxī                                  | cēpī                                                   | sēnsī                               |
| II. sg.  | amāvistī                    | vīdistī                            | dūxistī                               | cēpistī                                                | sēnsistī                            |
| III. sg. | amāvit                      | vīdit                              | dūxit                                 | cēpit                                                  | sēnsit                              |
| I. pl.   | amāvimus                    | vīdimus                            | dūximus                               | cēpimus                                                | sēnsimus                            |
| II. pl.  | amāvistis                   | vīdistis                           | dūxistis                              | cēpistis                                               | sēnsistis                           |
| III. pl. | amāvērunt                   | vīdērunt                           | dūxērunt                              | cēpērunt                                               | sēnsērunt                           |

Această formă exprimă un proces trecut de aspect perfectiv care poate fi de două feluri: având legătură cu prezentul (valoare numită de perfectum presens, moștenită de la perfectul protoindo-european) sau fără legătură cu acesta (perfectum historicum), valoare pe care a preluat-o de la altă formă sintetică de trecut din protoindo-europeană, aoristul. Un exemplu pentru prima valoare se găsește în fraza at tibi nōs dedimus dābimusque etiam „dar noi ți-am dat și îți vom da din nou” (subînțeles „acum ai”) (Plaut), iar pentru a doua, exemple sunt vēnī, vīdī, vīcī „Am venit, am văzut, am învins” (Suetoniu).

## În limbi romanice
Limbile romanice au moștenit din latină numai perfectul exprimând procese fără legătură cu prezentul, sub forma perfectului simplu. Cealaltă valoare, de legătură cu prezentul a fost asumată de perfectul compus, care începuse să se dezvolte tot în latină.

### În română

Perfectul simplu în România interbelică:
Zona de utilizare
Utilizare parțială
Utilizare rară
Absent
Regiunea istorică Oltenia evidențiată

În limba română, perfectul simplu este marcat de sufixele, identice cu cele de infinitiv prezent, -a- la conjugarea I și -i- sau -î/â- la conjugarea a IV-a. Verbele de conjugarea a II-a și o parte din cele de conjugarea a III-a au sufixul specific -u-, iar celelalte de conjugarea a III-a, sufixul specific -se-. Exemple:
| Persoana | Conjugarea I cu sufixul schimbat în -ă- | Conjugarea I cu sufixul schimbat în -e- | Conjugarea a II-a | Conjugarea a III-a cu sufixul -u- | Conjugarea a III-a cu sufixul -se- | Conjugarea a IV-a cu sufixul -i- | Conjugarea a IV-a cu sufixul -î/â- |
| -------- | --------------------------------------- | --------------------------------------- | ----------------- | --------------------------------- | ---------------------------------- | -------------------------------- | ---------------------------------- |
| I. sg.   | adunai                                  | tăiai                                   | părui             | începui                           | zisei                              | sorbii                           | coborâi                            |
| II. sg.  | adunași                                 | tăiași                                  | păruși            | începuși                          | ziseși                             | sorbiși                          | coborâși                           |
| III. sg. | adunắ                                   | tăie                                    | păru              | începu                            | zise                               | sorbi                            | coborî                             |
| I. pl.   | adunarăm                                | tăiarăm                                 | părurăm           | începurăm                         | ziserăm                            | sorbirăm                         | coborârăm                          |
| II. pl.  | adunarăți                               | tăiarăți                                | părurăți          | începurăți                        | ziserăți                           | sorbirăți                        | coborârăți                         |
| III. pl. | adunară                                 | tăiară                                  | părură            | începură                          | ziseră                             | sorbiră                          | coborâră                           |

Observații:
1. La persoana a III-a singular, desinența este -ø (zero).
2. Accentul cade pe sufixul perfectului simplu, în afară de conjugarea a III-a cu -se-, la care locul accentului este pe radical la unele persoane și pe sufix la altele.
3. La conjugarea I, la persoana a III-a singular, sufixul -a- se schimbă în -ă- sau în -e-, diferența dintre cele două schimbări fiind cauzată de contextele fonetice diferite.
4. La unele verbe de conjugarea I cu -a-/-ă-, forma de persoana a III-a singular a perfectului simplu diferă de cea de aceeași persoană de la indicativ prezent numai prin locul accentului: adunắ vs. adúnă.

În română, perfectul compus a preluat, în registrul de limbă curent, valoarea perfectului simplu de a exprima procese fără legătură cu prezentul, provocând limitarea acestuia la narațiunea literară artistică, de exemplu în propozițiile incidente care însoțesc vorbirea directă, fiind mai frecvent la persoana a III-a, mai ales singular, ex. – Unde ai fost? întrebă el. – M-am plimbat în parc, răspunse ea.
Perfectul simplu este folosit în vorbirea obișnuită în unele graiuri, în Oltenia, Banat, Crișana și într-o parte a Munteniei, dar nu cu valoarea sa din varietatea standard, ci cu valoarea unui trecut recent - procese situate în ziua în care se vorbește, ex. Ieri am primit telegrama și azi venii aici.

### În franceză
În limba franceză, perfectul simplu, numit passé simple (literal „trecut simplu”), se formează în mod regulat de la radicalul verbului la infinitiv prezent urmat de o vocală caracteristică pentru clasa de conjugare și de desinențe specifice. Exemple:
| Persoana | Conjugarea I chanter „a cânta” | Conjugarea a II-a finir „a sfârși” | Conjugarea a III-a cu -i- partir „a pleca” | Conjugarea a III-a cu -u- vouloir „a vrea” |
| -------- | ------------------------------ | ---------------------------------- | ------------------------------------------ | ------------------------------------------ |
| I. sg.   | je chantai                     | je finis                           | je partis                                  | je voulus                                  |
| II. sg.  | tu chantas                     | tu finis                           | tu partis                                  | tu voulus                                  |
| III. sg. | il/elle chanta                 | il/elle finit                      | il/elle partit                             | il/elle voulut                             |
| I. pl.   | nous chantâmes                 | nous finîmes                       | nous partîmes                              | nous voulûmes                              |
| II. pl.  | vous chantâtes                 | vous finîtes                       | vous partîtes                              | vous voulûtes                              |
| III. pl. | ils/elles chantèrent           | ils/elles finirent                 | ils/elles partirent                        | ils/elles voulurent                        |

În franceză, folosirea perfectului simplu este limitată în mod analog cu limitarea ei în română, la persoana a III-a, în literatura artistică (romane, povestiri, basme). Spre deosebire de română, este folosit și în biografii și în scrieri de istorie, fiind și în acestea concurat de perfectul compus. Exemple din literatură:
„Comme le frère et la soeur allaient se lever de table, on frappa à la porte.

– Entrez, dit l'évêque.

La porte s'ouvrit. Un groupe étrange et violent apparut sur le seuil. Trois hommes en tenaient un quatrième au collet. Les trois hommes étaient des gendarmes ; l'autre était Jean Valjean.”—Victor Hugo, Les Misérables
| “ | În timp ce fratele și sora se pregăteau să se ridice de la masă, cineva bătu în ușă. – Intră, spuse episcopul. Ușa se deschise. Un grup, ciudat și năvalnic, se arătă în prag. Trei oameni îl țineau prins între ei pe un al patrulea. Cei trei erau jandarmi; celălalt era Jean Valjean. | ” |

Exemple dintr-o biografie:
Le peintre Matisse naquit en 1869 et mourut en 1954. Il peignit le célèbre tableau « La Danse » en 1909, il vécut longtemps dans le Midi et il fut l'ami de Picasso „Pictorul Matisse s-a născut în 1869 și a murit în 1954. A pictat celebrul tablou «Dansul» în 1909, a trăit mult timp în sud și a fost prieten cu pictorul Picasso”.

### În italiană
În limba italiană, perfectul simplu, numit passato semplice sau passato remoto (lit. „trecut îndepărtat”) se formează, la verbele regulate, de la radicalul infinitivului prezent, cu terminații care cuprind o vocală specifică pentru clasa de conjugare (-a-, -e-, respectiv -i-), aceleași ca la infinitiv, și desinențele personale. Exemple:
| Persoana | Conjugarea I parlare „a vorbi” | Conjugarea a II-a credere „a crede” | Conjugarea a III-a dormire „a dormi” |
| -------- | ------------------------------ | ----------------------------------- | ------------------------------------ |
| I. sg.   | parlai                         | credei/credetti                     | dormii                               |
| II. sg.  | parlasti                       | credesti                            | dormisti                             |
| III. sg. | parlὸ                          | credé/credette                      | dormì                                |
| I. pl.   | parlammo                       | credemmo                            | dormimmo                             |
| II. pl.  | parlaste                       | credeste                            | dormiste                             |
| III. pl. | parlarono                      | crederono/credettero                | dormirono                            |

Ovservații:
1. La conjugarea a II-a, unele verbe au variante de forme personale.
2. La conjugarea I, persoana a III-a singular, vocala caracteristică se schimbă în -ὸ, iar desinența este zero.
3. Accentul cade pe vocala caracteristică.

Și în italiană, perfectul simplu exprimă procese fără legătură cu prezentul. Este curent în narațiunea literară, în mod tipic în basme, în biografii și în scrieri de istorie. Se opune în principiu perfectului compus, care exprimă procese de aspect tot perfectiv, dar având legătură cu prezentul. Totuși, perfectul compus tinde să înlocuiască perfectul simplu în vorbirea curentă. Există diferențe în privința frecvenței perfectului simplu față de cel compus în funcție de varietățile regionale. Perfectul simplu este foarte rar folosit în Italia de Nord și în mare parte din Italia Centrală, dar pe măsură ce se înaintează spre sud, este tot mai frecvent, cel mai des fiind folosit în Italia de Sud. Exemple în text biografic:
Pier Paolo Pasolini nacque nel 1922. Fu uno dei più famosi scrittori del Neorealismo „Pier Paolo Pasolini s-a născut în 1922. A fost unul dintre cei mai celebri scriitori neorealiști”.

### În spaniolă
În limba spaniolă, perfectul simplu, numit pretérito perfecto simple, se formează în mod regulat de la radicalul verbului la infinitiv prezent urmat de vocala caracteristică -a- la conjugarea I și -i- la celelalte două conjugări, plus desinențele personale. Exemple:
| Persoana | Conjugarea I saltar „a sări” | Conjugarea a II-a correr „a alerga” | Conjugarea a III-a subir „a urca” |
| -------- | ---------------------------- | ----------------------------------- | --------------------------------- |
| I. sg.   | salté                        | corrí                               | subí                              |
| II. sg.  | saltaste                     | corriste                            | subiste                           |
| III. sg. | saltó                        | corrió                              | subió                             |
| I. pl.   | saltamos                     | corrimos                            | subimos                           |
| II. pl.  | saltasteis                   | corristeis                          | subisteis                         |
| III. pl. | saltaron                     | corrieron                           | subieron                          |

Observații:
1. La conjugările a II-a și a III-a, la persoana a III plural, vocala caracteristică este urmată de -e-.
2. Accentul cade pe vocalele subliniate.
3. La conjugarea I, la persoanele I și a III-a singular, vocala caracteristică se schimbă, iar desinența este zero.
4. La conjugările I și a III-a, forma de persoana I plural este identică cu cea de la indicativ prezent.

Spre deosebire de limbile tratate mai sus, în spaniolă, perfectul simplu este curent și în vorbire, și se opune perfectului compus prin valoarea exprimată: primul exprimă procese trecute de aspect perfectiv rupte în mod real sau subiectiv de prezent, al doilea tot procese trecute de aspect perfectiv, dar având o legătură reală sau subiectivă cu prezentul. Aceste valori reies din contextul general sau din cel al propoziției sau frazei, datorită unor complemente circumstanțiale de timp. Exemple:
Fui al cine con Raúl „Am fost la cinema cu Raúl”;
Ayer vi a Isabel „Am văzut-o ieri pe Isabel”.
Totuși, în unele regiuni, perfectul compus concurează perfectul simplu în vorbire. De pildă, la Madrid și în centrul Spaniei în general, perfectul compus înlocuiește adesea perfectul simplu în propoziții de genul celor precedente. În schimb, în America Latină, perfectul simplu se preferă chiar și în unele cazuri când procesul are legătură cu prezentul, ex. Bebió demasiado „A băut prea mult” (subînțeles posibil, „... de aceea e beat”).

## Corespondente ale perfectului simplu în alte limbi indoeuropene

### Înlimbi germanice
În limba engleză, una din valorile formei numite past simple sau simple past (lit. „trecut simplu”) implică aspectul perfectiv și exprimă procese trecute fără legătură cu prezentul, corespunzând valorii perfectului simplu din limbile romanice, ex. The shop opened last week. Then it closed again two days later „Magazinul s-a deschis săptămâna trecută, apoi s-a închis după două zile”. Past simple se opune net formei numite present perfect (lit. „perfect prezent”), corespunzătoare perfectului compus, dar numai prin valoarea sa de exprimare a unor procese trecute de aspect perfectiv având legătură cu prezentul. De altfel, past simple a verbelor care exprimă stări se opune celeilalte valori a acestei forme prin exprimarea aspectului imperfectiv, corespunzând astfel imperfectului.
În limba germană, forma numită Präteritum „preterit” are valori analoge cu cele ale lui past simple din engleză. Astfel, de exemplu ich machte poate corespunde perfectului simplu, însemnând „făcui” (perfectiv), în opoziție cu forma numită Perfekt, folosită pentru procese având legătură cu prezentul, dar poate însemna și „făceam”, de aspect imperfectiv, corespunzător imperfectului din limbile romanice.

### În limbi slave
Limba protoslavă, neatestată dar reconstituită, a moștenit de la protoindo-europeană aoristul, care exprima procese trecute de aspect perfectiv nedurative și fără legătură cu prezentul, fiind folosit în narațiuni. În protoslavă s-a format și un perfect analitic, care a înlocuit perfectul sintetic din protoindo-europeană, preluându-i valoarea de exprimare a unor procese având legătură cu prezentul, opunându-se astfel aoristului. Acest perfect s-a transmis la toate limbile slave moderne. Unele dintre ele, ca rusa, au pierdut aoristul, înlocuit de perfect, dar altele l-au păstrat. În limba bulgară și în macedoneană, aoristul este curent, și aceste limbi au păstrat și opoziția cu perfectul.
Limbile din diasistemul slav de centru-sud (BCMS]) au păstrat de asemenea aoristul. Acesta se formează de regulă de la tema infinitivului verbelor de aspect perfectiv, constituită din radical și un sufix care la unele verbe este -ø- (zero). Marca aoristului este un sufix care are trei alomorfi: -ø- la temele terminate în vocală, -o- la temele terminate în consoană, la persoanele I singular și la cele de la plural, și -e- la aceste teme, la persoanele a II-a și a III-a singular. Exemple:
| Persoana | Cu sufixul -ø- viknuti „a țipa” | Cu sufixul -o- potresti „a scutura” |
| -------- | ------------------------------- | ----------------------------------- |
| I. sg.   | viknuh                          | potresoh                            |
| II. sg.  | viknu                           | potrese                             |
| III. sg. | viknu                           | potrese                             |
| I. pl.   | viknusmo                        | potresosmo                          |
| II. pl.  | viknuste                        | potresoste                          |
| III. pl. | viknuše                         | potresoše                           |

Observații:
1. Desinența la persoanele a II-a și a III-a singular este -ø.
2. Exemplul cu tema în consoană nu suferă schimbarea acesteia, dar sunt verbe la care consoana se schimbă, ex. ispeći „a coace”, la aorist ispekoh, ispeče etc.

În BCMS, aoristul are aproximativ același statut ca perfectul simplu din română sau din franceză. Este folosit în principal în narațiunea literară, ex. – Dobar dan – reče nepoznati, skide šešir i predstavi se „– Bună ziua, zise necunoscutul, își scoase pălăria și se prezentă”. În vorbirea curentă și în scrieri neliterare, este înlocuit de perfectul verbelor perfective, care a preluat printre altele și valoarea aoristului.